# Sabin av Bulgarien
Sabin av Bulgarien, död 766, var en bulgarisk monark. Han var regerande khan av Bulgarien mellan 765 och 766.